# Nerodimka
A Nerodimka folyó Koszovó területén, a Lepenac és a Sitnica bal oldali mellékfolyója. 
A folyó a Jezerska planina hegyen, Koszovóban ered, Ferizaj városkánál és Kaçaniknál ömlik a Lepenacba, valamint a Sazlija barán keresztül a Sitnicába.
Arról nevezetes, hogy vize  az Égei-tenger és a Fekete-tenger vízgyűjtő területén is lefolyik. Ezt a ritka jelenséget bifurkációnak nevezik.
Hossza 32 km, vízgyűjtő területe 214 km².

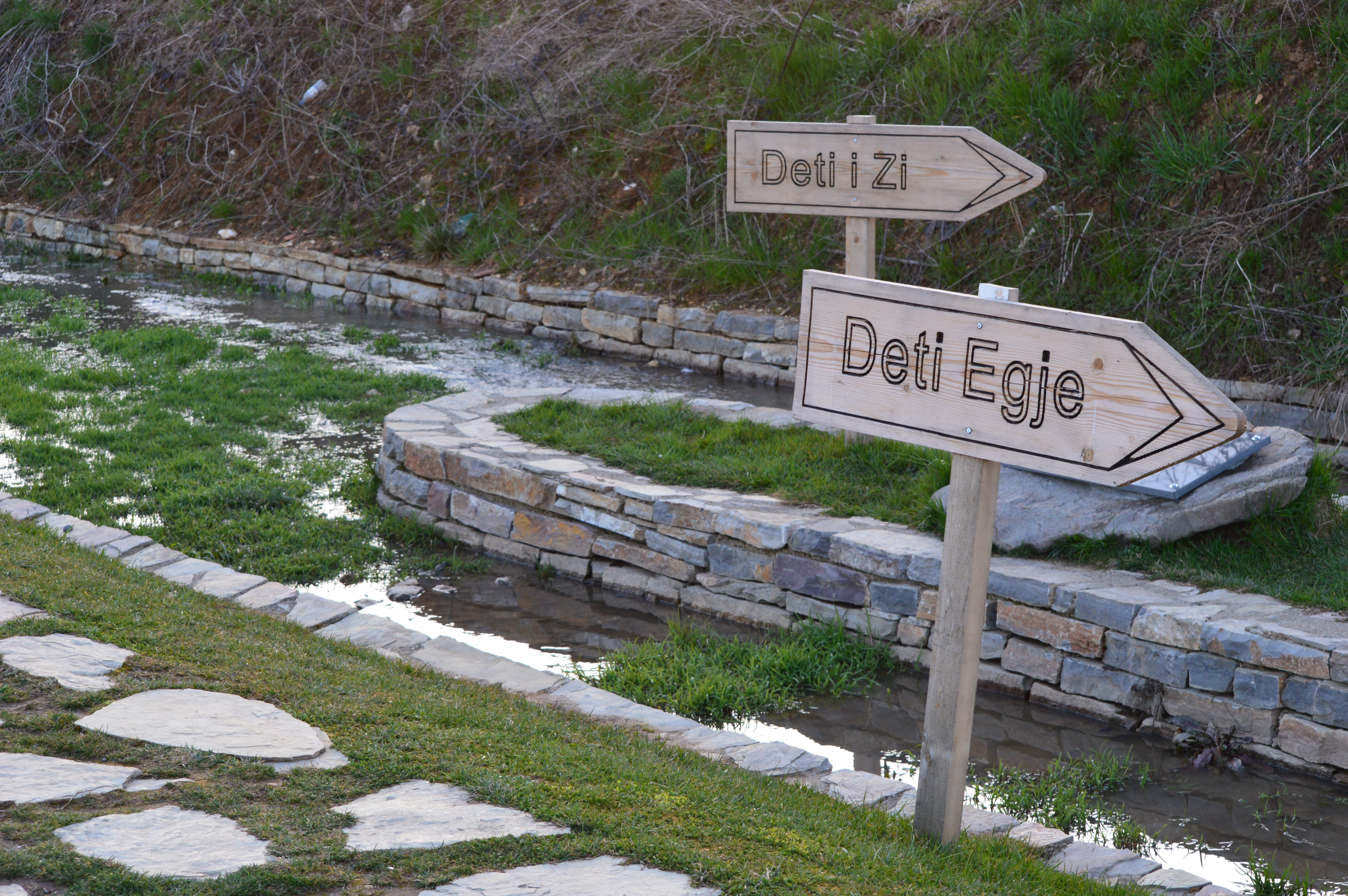
A két tenger felé mutató táblák az elágazásnál